# Groothoofdbuisneusvleerhond
De groothoofdbuisneusvleerhond (Nyctimene cephalotes) is een vleermuis uit het geslacht Nyctimene die voorkomt van Sulawesi tot het uiterste zuiden van Nieuw-Guinea en Moa-eiland (Australië). De taxonomie van deze soort is nauw verweven met die van de noordelijker voorkomende Filipijnse buisneusvleermuis (N. rabori) en de zuidelijkere N. keasti. Op de Sangihe-eilanden en Numfor komen nauw verwante onbeschreven soorten voor. De populaties op Sulawesi en omliggende eilanden, die uit iets grotere dieren bestaan, worden als een aparte ondersoort beschouwd, N. c. aplini Kitchener, 1995. In de Molukken is de soort gevonden op Ambon, Buru, Mangole, Sanana en Seram.
De groothoofdbuisneusvleerhond is een vrij grote Nyctimene. De rugstreep is relatief breed. Hij lijkt op N. albiventer, maar is groter. De kop-romplengte bedraagt 88,5 tot 99,6 mm, de startlengte 21,5 tot 24,5 mm, de voorarmlengte 62,2 tot 68,0 mm, de tibialengte 24,4 tot 27,5 mm, de oorlengte 12,7 tot 16,5 mm en het gewicht 40 tot 47 g (gebaseerd op tien exemplaren uit Sanana).